# Johnstonella fastigiata
Johnstonella fastigiata är en strävbladig växtart som först beskrevs av Ivan Murray Johnston, och fick sitt nu gällande namn av Hasenstab och M.G.Simpson. Johnstonella fastigiata ingår i släktet Johnstonella och familjen strävbladiga växter. Inga underarter finns listade i Catalogue of Life.